# Kaiser Trot
Kaiser Trot est un cheval trotteur français spécialiste des courses de trot monté, né en 1976 et mort en 1995. Il remporta notamment trois éditions du Prix de Cornulier, épreuve la plus richement dotée de cette spécialité.

## Naissance et élevage
Kaiser Trot nait le 1er mai 1976 dans la région de Falaise dans le Calvados où son naisseur, Gabriel Lequertier, est propriétaire d'une boulangerie à Bons-Tassilly. Le père du poulain est Canino qui avait été un bon trotteur en course, notamment par une deuxième place dans le Prix de l'Étoile en 1973 et une troisième dans le Critérium des 5 ans la même année, avant de devenir un étalon à la brève carrière : il n'effectua que trois années de monte. La mère, Espina, que Gabriel Lequertier avait acheté à Alfred Lefèvre, n'avait jamais vu un hippodrome, mais son père, Picardy, s'illustra en remportant le Prix de Paris en 1964 et ne fut battu que par Tabriz dans le Prix de Cornulier 1968.
Gabriel Lequertier vend le poulain pour une somme modeste à celui à qui il avait acheté la mère, Alfred Lefèvre. Ce dernier confie Kaiser Trot à l'entraineur Joël Hallais l'année de ses trois ans. Le cheval se révèle alors souvent fautif à l'attelé, mais très régulier en revanche sous la selle.

## Carrière de course
Kaiser Trot remporte sa première victoire en 1979 à Graignes monté par Jean-Claude Hallais le 25 novembre. Contre le souhait de son propriétaire, Joël Hallais emmène Kaiser à la conquête de Vincennes où il fait sa première apparition le 3 janvier 1980 dans le modeste Prix de Durtal qu'il remporte. Un premier accessit et une autre victoire convainquent son entourage de le présenter le 25 février dans le semi-classique Prix Louis Le Bourg qu'il remporte. Les différents jockeys qui le montent font cependant une remarque identique à Joël Hallais : le cheval séduit énormément par son tempérament, mais il boîte, ce qui ne trouble pas l'entraineur. Un cal provoqué par la mauvaise habitude du cheval de frapper sous sa mangeoire était la cause de ce désagrément.
Le cheval enchaine en cette année 1980 les victoires au monté. Après une victoire dans le Prix Lavater, Kaiser Trot remporte le 19 juin son premier classique (aujourd'hui « Groupe I »), le Prix du Président de la République consacrant le meilleur 4 ans sous la selle, puis en septembre le Prix des Élites, où il se confronte à ses ainés de 5 ans et où il rend 50 mètres à ses cadets de 3 ans.
Après une suite de victoires en semi-classiques, Kaiser est présenté en janvier 1981 dans le Prix de Cornulier, course la plus importante dans cette spécialité française qu'est le trot monté. Mené par Philippe Békaert, il s'impose aisément devant son contemporain Kronos du Vivier et le 7 ans Istraeki. L'année 1981 continuera la série de victoires en semi-classiques commencée en 1980 jusqu'à son engagement dans le classique réservé aux 5 ans, le Prix de Normandie, en septembre où il se fait battre contre toute attente par Klon Klon.
Kaiser est essayé au sulky en décembre dans le Prix du Bourbonnais, préparatoire au Prix d'Amérique, où il prend une surprenante seconde place. Il enlève dans la foulée son deuxième Cornulier en janvier 1982. On le présente la semaine suivante dans le Prix d'Amérique, mais, après avoir montré de réelles capacités de victoire, Kaiser est rattrapé par ses démons et se montre fautif.
Après son unique victoire dans un semi-classique à l'attelé, le Prix des Ducs de Normandie à Caen, le cheval a plus de mal à se mettre en valeur, devant souvent rendre de la distance à cause de ses gains élevés.
L'année 1983 sera plus terne. Battu dans le Cornulier, Kaiser est accidenté au printemps et doit renoncer quelque temps à la compétition. Il sera rétabli pour une troisième victoire en janvier 1984 dans le Prix de Cornulier. Ce sera son dernier succès, car il ne rééditera pas son exploit en s'alignant dans l'édition 1985.

## Carrière au haras
Les premiers produits de Kaiser Trot naitront en 1984 (génération des « S »), les derniers l'année de sa mort en 1995 (les « H »). Malgré une production généreuse, aucun d'eux n'aura une carrière comparable à celle de son père. Le plus riche sera le hongre Tangri de Taloney, né en 1985, qui totalisera l'équivalent de 307 497 €, gagnant notamment le Prix de Londres. Des autres produits, seuls la femelle Star de la Lande et le mâle Turf parviendront à passer la barre des 1 000 000 F de gains.

## Palmarès

### Classiques (actuels groupes I)
- Prix de Cornulier 1981, 1982, 1984
- Prix du Président de la République 1980
- Prix des Élites 1980

### Semi-classiques (actuels groupes II)
- Prix Joseph Lafosse 1980
- Prix Lavater 1980
- Prix Edmond Henry 1980
- Prix Legoux-Longpré 1980
- Prix Louis Le Bourg 1980
- Prix Olry-Roederer 1980
- Prix Victor Cavey 1981
- Prix Émile Riotteau 1981
- Prix Camille Lepecq 1981
- Prix Louis Forcinal 1981
- Prix des Ducs de Normandie 1982

## Origines
| Origines de Kaiser Trot, mâle, bai. | Origines de Kaiser Trot, mâle, bai. | Origines de Kaiser Trot, mâle, bai. | Origines de Kaiser Trot, mâle, bai. |
| ----------------------------------- | ----------------------------------- | ----------------------------------- | ----------------------------------- |
| Père Canino                         | Patara                              | Gutemberg A                         | Quel Veinard                        |
| Père Canino                         | Patara                              | Gutemberg A                         | Moscovie                            |
| Père Canino                         | Patara                              | Francette                           | Prince Rose                         |
| Père Canino                         | Patara                              | Francette                           | Valses de France II                 |
| Père Canino                         | Perle Fine IV                       | Ciroco B                            | Janus                               |
| Père Canino                         | Perle Fine IV                       | Ciroco B                            | Ritournelle M                       |
| Père Canino                         | Perle Fine IV                       | Infante Williams                    | Prim Williams                       |
| Père Canino                         | Perle Fine IV                       | Infante Williams                    | Diane III                           |
| Mère Espina                         | Picardy                             | Quinio                              | Hernani III                         |
| Mère Espina                         | Picardy                             | Quinio                              | Germaine                            |
| Mère Espina                         | Picardy                             | Haltise                             | Loudéac                             |
| Mère Espina                         | Picardy                             | Haltise                             | Tonnelle                            |
| Mère Espina                         | Solfatare                           | Harold D III                        | Carioca II                          |
| Mère Espina                         | Solfatare                           | Harold D III                        | Villeneuve D                        |
| Mère Espina                         | Solfatare                           | Hippocrène                          | Bleinheim                           |
| Mère Espina                         | Solfatare                           | Hippocrène                          | Ballerine                           |